# Обвиняется свадьба
«Обвиняется свадьба» — советский фильм режиссёра Александра Итыгилова в жанре социальной драмы, снятый в 1986 году.

## Сюжет
В уютном городском кафе намечается пышный праздник — свадьба. Гостей будет развлекать опытный тамада. В самый разгар свадебного праздника убит 19-летний спортсмен.

## В ролях
- Таурас Чижас — Виктор Максаков, футболист
- Елена Шилкина — Людмила
- Алексей Серебряков — Игорь Субботин, футболист
- Борис Галкин — Фаля, приблатнённый
- Александр Адабашьян — Борис Горин, тамада
- Ольга Матешко — Галина
- Лев Борисов — отец жениха
- Тарас Денисенко — Вася, жених
- Надежда Смирнова — Света, невеста
- Сергей Никоненко — Пилип, дядя жениха
- Николай Гринько — Иван Тимофеевич, учитель, гость
- Виктор Павлов — Вячеслав Иванович Дорогожицкий, рубщик мяса из гастронома, гость
- Андрей Вертоградов — певец-пародист, гость
- Роман Лавров — «Флакон», дружок Фали
- Владимир Ямненко — «Брынза», дружок Фали
- Степан Олексенко — Константин Владимирович, судья
- Нина Антонова — мама Светы
- Лев Дуров — текст от автора

## Съёмочная группа
- Режиссёр: Александр Итыгилов
- Авторы сценария: Константин Ершов при участии Рамиза Фаталиева
- Композитор: Владимир Быстряков
- Оператор: Александр Яновский
- Художник: Эдуард Шейкин

## Награды и премии[1]
- Приз ЦК ВЛКСМ за лучший фильм для детей и юношества на кинофестивале «Молодость»
- Премия им. Довженко за лучший сценарий
- Приз за лучшую мужскую роль Николаю Гринько на Республиканском кинофестивале в Днепропетровске